# Starzenie
Starzenie – proces polegający na zmianie właściwości użytkowych danego materiału wraz z czasem.
Dla wielu materiałów starzenie jest procesem negatywnym i skutkuje pogorszeniem ich właściwości. Jednym z przykładów starzenia się jest starzenie izolacji elektrycznej w podwyższonej temperaturze. Przykładowo, przyjmuje się, że podwyższenie temperatury pracy o 8 °C powoduje dwukrotne przyspieszenie procesu starzenia izolacji.